# NGC 813
NGC 813 је спирална галаксија у сазвежђу Хидрус која се налази на NGC листи објеката дубоког неба.
Деклинација објекта је - 68° 26' 21" а ректасцензија 2h 1m 36,1s. Привидна величина (магнитуда) објекта NGC 813 износи 12,9 а фотографска магнитуда 13,8. NGC 813 је још познат и под ознакама ESO 52-16, PGC 7692.